# Hieracium racemosum
Lo sparviere racemoso (nome scientifico  Hieracium racemosum  Waldst. & Kit. ex Wiild., 1803) è una specie di pianta angiosperma dicotiledone della famiglia delle Asteraceae.

## Etimologia
Il nome del genere deriva dalla parola greca hierax o hierakion (= sparviere, falco). Il nome del genere è stato dato inizialmente dal botanico francese Joseph Pitton de Tournefort (1656 - 1708) rifacendosi probabilmente ad alcuni scritti del naturalista romano Gaio Plinio Secondo (23 - 79) nei quali, secondo la tradizione, i rapaci si servivano di questa pianta per irrobustire la loro vista. L'epiteto specifico (racemosum) indica un portamento con un asse principale sorretto da diversi peduncoli fiorali.
Il nome scientifico della specie è stato definito dai botanici Franz de Paula Adam von Waldstein (1759-1823), Paul Kitaibel (1757-1817) e Carl Ludwig Willdenow (1765-1812) nella pubblicazione " Species Plantarum. Editio Quarta. Berolini [Berlin]" (Sp. Pl., ed. 4 [Willdenow] 3(3): 1588) del 1803.

## Descrizione

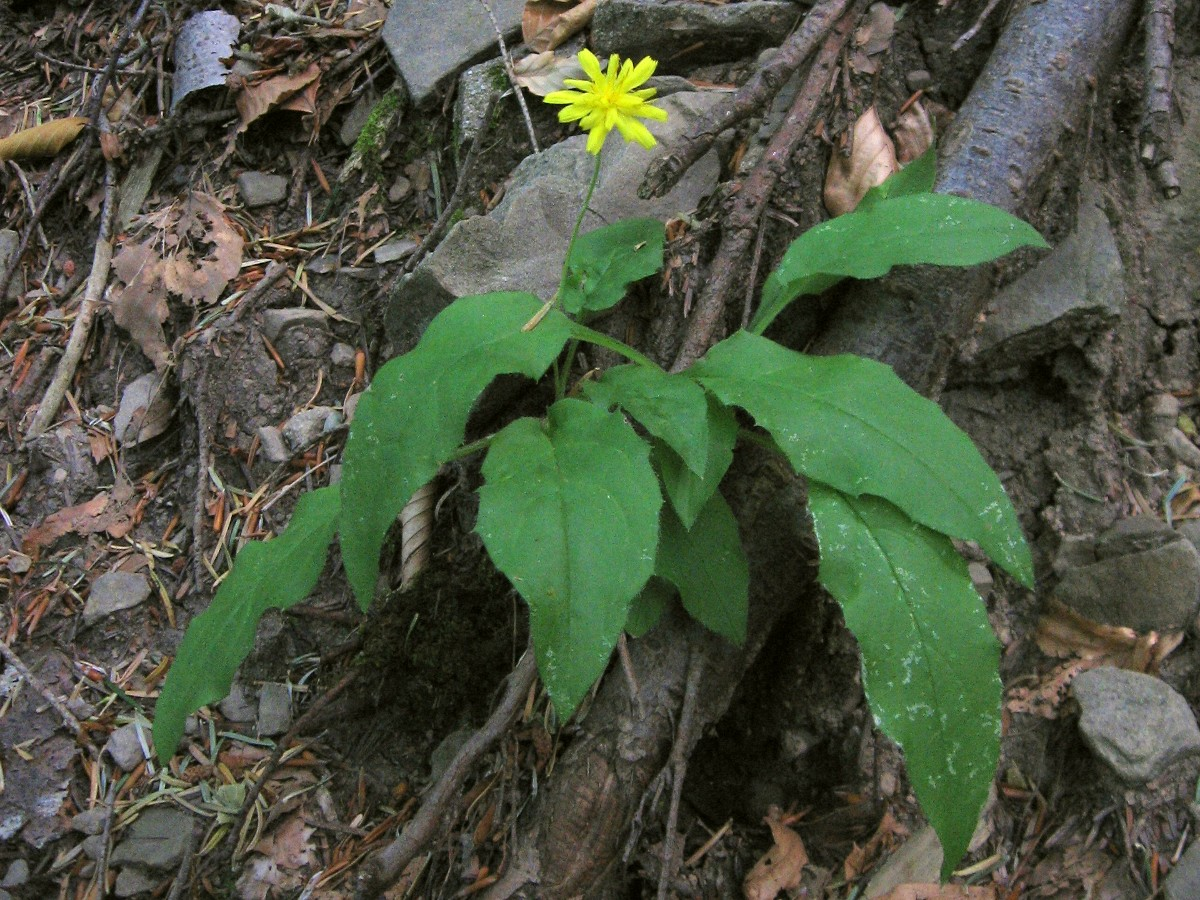
Il portamento
Hieracium racemosum

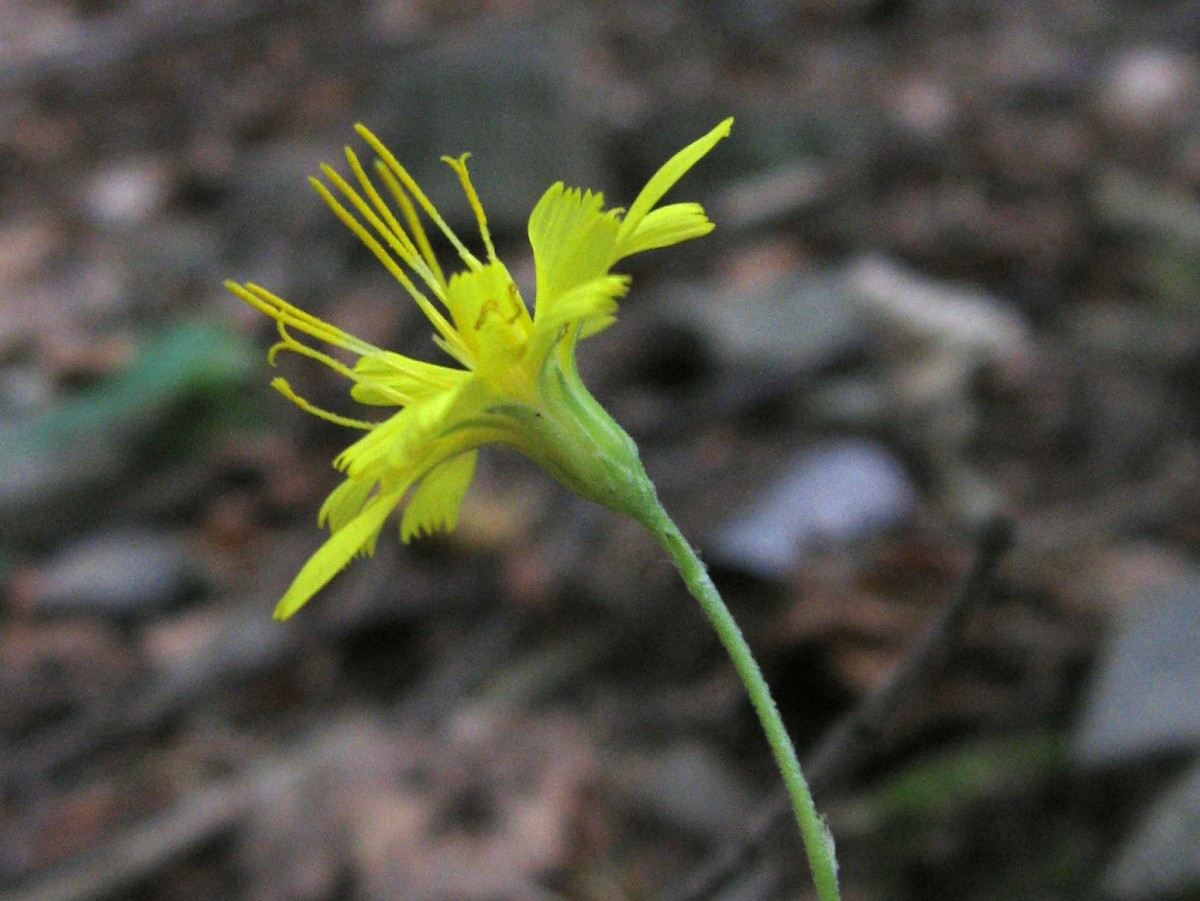
I fiori
Hieracium racemosum

Habitus. La forma biologica prevalente è emicriptofita scaposa (H scap), ossia in generale sono piante erbacee (e aromatiche), a ciclo biologico perenne, con gemme svernanti al livello del suolo e protette dalla lettiera o dalla neve, inoltre spesso hanno l'asse fiorale eretto e privo di foglie (piante scapose), oppure le foglie basali sono assenti alla fioritura. Le specie di questo gruppo sono piante di tipo pseudofillopode. Queste piante sono anche provviste di lattice (i vasi latticiferi sono anastomizzati), ma sono prive di stoloni.
Fusto. I fusti, in genere eretti e ascendenti, robusti e colorati di verde; in basso sono più o meno legnosi e rossicci. Le radici in genere sono di tipo fittonante. Queste piante sono alte da 30 a 90 cm.
Foglie. Sono presenti solamente foglie cauline con disposizione alterna. Le lamine sono intere e dentate con forme da ellittiche a lanceolate fino a ovato-lanceolate; la consistenza è carnosa, quasi papiracea. La superficie può essere ricoperta da peli semplici o ramificati. Le foglie cauline sono numerose (da 25 a 30); quelle inferiori alla fioritura sono spesso necrosate; quelle inferiori formano una pseudorosetta. I piccioli (alati) sono seminascosti da una densa villosità sericea allungata di peli ghiandolari.
Infiorescenza. Le sinflorescenze variano da racemose a racemoso-panicolate con 5 - 10 rami con 1 - 15 capolini totali. I peduncoli sono sottesi da 1 - 5 brattee fogliacee. L'acladio è di 1 – 3 cm. L'infiorescenza vera e propria è composta da capolini terminali. I capolini, solamente di tipo ligulifloro, sono formati da un involucro composto da diverse brattee (o squame) all'interno delle quali un ricettacolo fa da base ai fiori ligulati. L'involucro ha una forma da emisferica a cilindrico-ovoide ed è formato da due serie di brattee poco distinte. Il ricettacolo, alla base dei fiori, è nudo (senza pagliette) e alveolato (i margini degli alveoli sono brevemente dentati). Gli involucri sono seminascosti da una densa villosità sericea allungata di peli ghiandolari. Dimensione dell'involucro: 10 – 14 mm.
Fiori. I fiori, tutti ligulati, sono tetra-ciclici (ossia sono presenti 4 verticilli: calice – corolla – androceo – gineceo) e pentameri (ogni verticillo ha in genere 5 elementi). I fiori sono ermafroditi, fertili e zigomorfi.
- Formula fiorale:

*/x K {\displaystyle \infty }, [C (5), A (5)], G 2 (infero), achenio
- Calice: i sepali del calice sono ridotti ad una coroncina di squame.
- Corolla: le corolle sono formate da un tubo e da una ligula terminante con 5 denti; il colore è giallo. I dentelli apicali sono cigliati. Dimensioni delle ligule: larghezza 2 mm; lunghezza 15 – 20 mm.
- Androceo: gli stami sono 5 con filamenti liberi, mentre le antere sono saldate in un manicotto (o tubo) circondante lo stilo.[15] Le antere alla base sono acute. Il polline è tricolporato.[16]
- Gineceo: lo stilo giallo (con tendenza al nerastro) è filiforme e peloso sul lato inferiore; gli stigmi dello stilo sono due divergenti. L'ovario è infero uniloculare formato da 2 carpelli. La superficie stigmatica è interna.[17]
- Antesi:  da agosto a ottobre (la fioritura in genere è avanzata fino all'autunno).

Frutti. I frutti sono degli acheni con pappo. Gli acheni hanno una forma da oblunga a obovoide-obconica con apice troncato e privi di becco (non sono compressi); in alcuni casi gli acheni sono provvisti di coste longitudinali. Il pappo si compone di peli semplici grigiastri, scabri o barbati (non piumosi). Raramente il pappo è assente. Dimensione degli acheni: 3 e 4,5 mm.

## Biologia
Impollinazione: l'impollinazione avviene tramite insetti (impollinazione entomogama tramite farfalle diurne e notturne).

Riproduzione: la fecondazione avviene fondamentalmente tramite l'impollinazione dei fiori (vedi sopra).

Dispersione: i semi (gli acheni) cadendo a terra sono successivamente dispersi soprattutto da insetti tipo formiche (disseminazione mirmecoria). In questo tipo di piante avviene anche un altro tipo di dispersione: zoocoria. Infatti gli uncini delle brattee dell'involucro (se presenti) si agganciano ai peli degli animali di passaggio disperdendo così anche su lunghe distanze i semi della pianta.

## Distribuzione e habitat

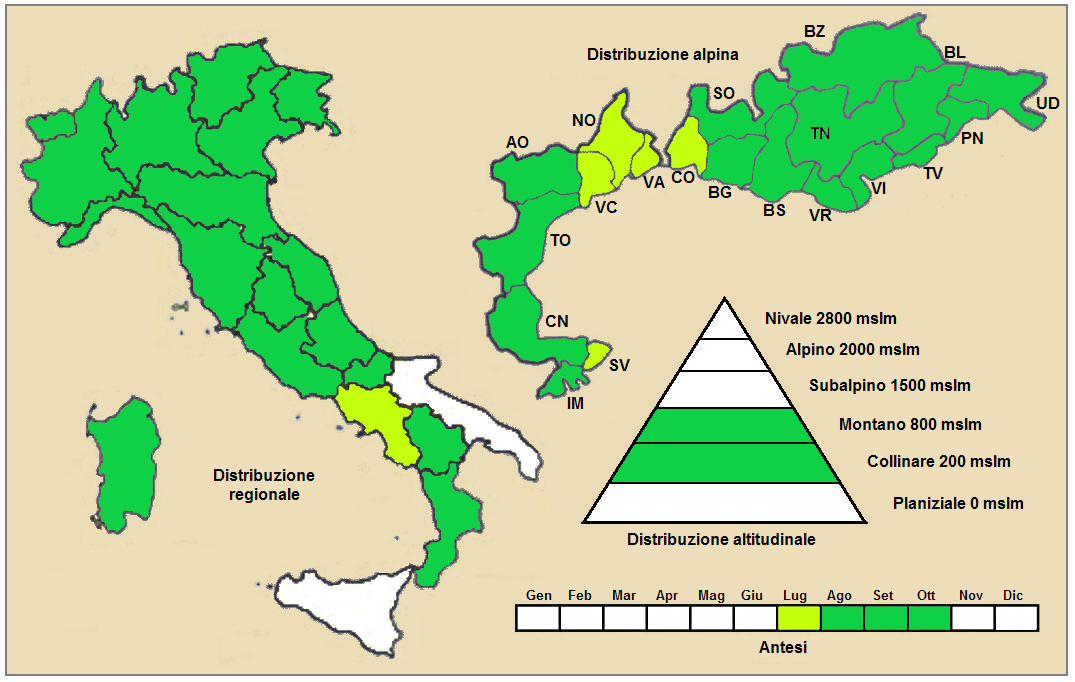
Distribuzione della pianta (Distribuzione regionale – Distribuzione alpina)

Geoelemento: il tipo corologico (area di origine) è (Sud) Europeo - Caucasico.
Distribuzione: in Italia questa specie si trova comunemente sulle Alpi e Appennini. Fuori dall'Italia, sempre nelle Alpi, questa specie si trova in Francia, Svizzera, Austria e Slovenia. Sugli altri rilievi collegati alle Alpi è presente nel Massiccio del Giura, Massiccio Centrale, Alpi Dinariche, Monti Balcani e Carpazi. Si trova anche in Anatolia.
Habitat: l'habitat preferito per queste piante sono i cedui, le boscaglie in genere e i cespuglieti su terreno acido o subacido. Il substrato preferito è calcareo ma anche calcareo/siliceo con pH neutro, medi valori nutrizionali del terreno che deve essere secco.
Distribuzione altitudinale: sui rilievi alpini, in Italia, queste piante si possono trovare da 100 a 1.600 m s.l.m.; nelle Alpi frequentano quindi i seguenti piani vegetazionali: collinare e montano.

### Fitosociologia

#### Areale alpino
Dal punto di vista fitosociologico alpino Hieracium racemosum appartiene alla seguente comunità vegetale:
Formazione: comunità delle macro- e megaforbie terrestri.
Classe: Trifolio-Geranietea sanguinei
Ordine: Melampyro pratensis-Holcetalia mollis
Alleanza: Melampyrion pratensis

#### Areale italiano
Per l'areale completo italiano Hieracium racemosum appartiene alla seguente comunità vegetale:
Macrotipologia: vegetazione erbacea sinantropica, ruderale e megaforbieti.
Classe: Trifolio medii-Geranietea sanguinei Müller, 1962
Ordine: Origanetalia vulgaris Müller 1962
Alleanza: Trifolion medii Müller, 1961
Descrizione. L'alleanza Trifolion medii è relativa agli orli pre-forestali mesofili a matrice marnosa, calcarea ed arenacea che si sviluppano su suoli ricchi e profondi. La distribuzione di questa cenosi è centro-europea e in Italia si estende dalle Alpi all’Appennino centro-settentrionale.
Altre alleanze e associazioni per questa specie sono:
- Genisto germanicae-Quercion
- Crataego laevigatae-Quercenion cerridis
- Aremonio agrimonioidis-Fagion sylvaticae

## Tassonomia
La famiglia di appartenenza di questa voce (Asteraceae o Compositae, nomen conservandum) probabilmente originaria del Sud America, è la più numerosa del mondo vegetale, comprende oltre 23.000 specie distribuite su 1.535 generi, oppure 22.750 specie e 1.530 generi secondo altre fonti (una delle checklist più aggiornata elenca fino a 1.679 generi). La famiglia attualmente (2021) è divisa in 16 sottofamiglie.

### Filogenesi
Il genere di questa voce appartiene alla sottotribù Hieraciinae della tribù Cichorieae (unica tribù della sottofamiglia Cichorioideae). In base ai dati filogenetici la sottofamiglia Cichorioideae è il terz'ultimo gruppo che si è separato dal nucleo delle Asteraceae (gli ultimi due sono Corymbioideae e Asteroideae). La sottotribù Hieraciinae fa parte del "quinto" clade della tribù; in questo clade è posizionata alla base ed è "sorella" al resto del gruppo comprendente, tra le altre, le sottotribù Microseridinae e Cichoriinae. Il genere  Hieracium (insieme al genere Pilosella) costituisce il nucleo principale della sottotribù Hieraciinae e formano (insieme ad altri generi minori) un "gruppo fratello" posizionato nel "core" delle Hieraciinae.
Il genere Hieracium è un genere estremamente polimorfo con maggioranza di specie apomittiche. Di questo genere sono descritte circa 1000 specie sessuali e oltre 3000 specie apomittiche, delle quali circa 250 e più sono presenti nella flora spontanea italiana. Alcuni taxon collegati alle varie specie del genere sono sottospecie, altri sono considerati aggregati (o inclusi), e altri ancora sono considerati "intermediari" (o impropriamente ibridi in quanto queste specie essendo apomittiche non si incrociano e quindi non danno prole feconda) con altre specie. A causa di ciò si pongono dei problemi di sistematica quasi insolubili e per avere uno sguardo d'insieme su questa grande variabilità può essere necessario assumere un diverso concetto di specie. Qui in particolare viene seguita la suddivisione del materiale botanico in sezioni così come sono elencate nell'ultima versione della "Flora d'Italia".
La specie di questa voce è descritta all'interno della sezione Hieracium sect. Italica con il baricentro distributivo nell'Europa meridionale e sud-orientale. I caratteri distintivi per le specie di questa sezione sono:
- le specie di questo gruppo sono piante di tipo pseudofillopode;
- i piccioli (alati) e gli involucri sono seminascosti da una densa villosità sericea allungata di peli ghiandolari;
- le foglie cauline sono numerose (da 7 a 25; fino a 80); quelle inferiori alla fioritura sono spesso necrosate; quelle inferiori formano una pseudorosetta;
- la consistenza delle foglie è carnosa, quasi papiracea;
- le sinflorescenze variano da racemose a racemoso-panicolate;
- le brattee dell'involucro sono poco distinte in due serie;
- i margini degli alveoli sono brevemente dentati;
- gli acheni hanno delle dimensioni tra 3 e 4,5 mm;
- la fioritura è avanzata fino all'autunno.

L'indumentum è uno degli elementi più importanti per distinguere le varie specie. H. racemosum è caratterizzata dalla seguente pubescenza:
| Tipo peli        | Caule                                                | Foglie                                                                     | Peduncoli dei capolini                               | Brattee involucrali                   |
| ---------------- | ---------------------------------------------------- | -------------------------------------------------------------------------- | ---------------------------------------------------- | ------------------------------------- |
| Peli semplici    | Da assenti a densi, lunghi 2 – 5 mm, molli e bianchi | Da densi (pagina superiore e margini) a raramente densi (pagina inferiore) | Da assenti a densi, lunghi 3 – 6 mm, molli e bianchi | (come peduncoli)                      |
| Peli ghiandolari | Assenti                                              | Minuti, solitari o sparsi                                                  | Da assenti a densi                                   | Sparsi, sottili (0,1 – 1 mm) e gialli |
| Peli stellati    | Da sparsi a densi                                    | Assenti                                                                    | Densi                                                | Da assenti a densi                    |

Il numero cromosomico di  H. racemosum è: 2n = 18, 27 e 36 (specie diploidi, triploidi, tetraploidi e pentaploidi).

### Sottospecie
Per questa specie sono riconosciute 21 sottospecie presenti nella flora spontanea italiana.
- Hieracium racemosum subsp. ageratoides  (Fr.) Greuter - Distribuzione: Appennini
- Hieracium racemosum subsp. alismatifolium  (Posp.) Zahn - Distribuzione: Appennini
- Hieracium racemosum subsp. apenninum  (Levier ex Huter) Zahn - Distribuzione: Alpi e Appennini
- Hieracium racemosum subsp. barbatum  (Froel.) Zahn - Distribuzione: Alpi e Appennini
- Hieracium racemosum subsp. caramanicum  (Zahn) Zahn - Distribuzione: Appennini
- Hieracium racemosum subsp. crinitum  (Sm.) Rouy - Distribuzione: Appennini e Sicilia
- Hieracium racemosum subsp. heterospermum  (Arv.-Touv.) Zahn - Distribuzione: Alpi occidentali e Campania
- Hieracium racemosum subsp. italicum  Zahn - Distribuzione: Liguria e Appennini
- Hieracium racemosum subsp. leiopsis  Murr & Zahn - Distribuzione: Alpi orientali
- Hieracium racemosum subsp. limbarae  (Arrigoni) Greuter - Distribuzione: Sardegna
- Hieracium racemosum subsp. lucanum  Di Grist., Domina, Gottschl. & Scafidi - Distribuzione:
- Hieracium racemosum subsp. moesiacum  A.Kern. ex Zahn - Distribuzione: Alpi occidentali
- Hieracium racemosum subsp. oliastrae  (Arrigoni) Greuter - Distribuzione: Sardegna
- Hieracium racemosum subsp. pignattianum  (Raimondo & Di Grist.) Greuter - Distribuzione: Sicilia
- Hieracium racemosum subsp. provinciale  (Jord.) Rouy - Distribuzione: Alpi occidentali
- Hieracium racemosum subsp. pulmonariifoliumv Gottschl. - Distribuzione: Abruzzo
- Hieracium racemosum subsp. racemosum - Distribuzione: Alpi occidentali
- Hieracium racemosum subsp. stiriacum  (A.Kern ex Willk.) Zahn - Distribuzione: Alpi orientali
- Hieracium racemosum subsp. sublateriflorum Zahn - Distribuzione: Alpi occidentali e Appennini
- Hieracium racemosum subsp. substramineum Zahn - Distribuzione: Piemonte
- Hieracium racemosum subsp. virgaurea  (Coss.) Zahn - Distribuzione: Alpi occidentali e Appennini

### Specie incluse
Le seguenti 2 specie sono "incluse" nel gruppo del Hieracium racemosum:
- Hieracium australe Fr., 1848[28] - Distribuzione: Milano
- Hieracium pratorum-tivi Gottschl., 2009[29] - Distribuzione: Gran Sasso